# Diana Bianchediová
Diana Bianchediová (* 4. listopadu 1969 Milán, Itálie) je bývalá italská sportovní šermířka, která se specializovala na šerm fleretem. Itálie reprezentovala v devadesátých letech a v prvním desetiletí jednadvacátého století. Na olympijských hrách startovala v roce 1992, 1996 a 2000 v soutěži jednotlivkyň a družstev. V soutěži jednotlivkyň se na olympijských hrách 2000 probojovala do čtvrtfinále. V roce 1995 a 1997 obsadila třetí místo na mistrovství světa v soutěži jednotlivkyň a v roce 1995 obsadila druhé místo na mistrovství Evropy. S italským družstvem fleretistek vybojovala na olympijských hrách 1992 a 2000 zlatou olympijskou medaili. S družstvem fleretistek vybojovala celkem pět titulů mistryň světa (1991, 1995, 1997, 1998, 2001) a dva tituly mistryň Evropy (1999, 2001).